# Oxyopes berlandorum
Oxyopes berlandorum är en spindelart som beskrevs av Roger de Lessert 1915. Oxyopes berlandorum ingår i släktet Oxyopes och familjen lospindlar. Inga underarter finns listade i Catalogue of Life.